# Microhyla rubra
Microhyla rubra är en groddjursart som först beskrevs av Jerdon 1854.  Microhyla rubra ingår i släktet Microhyla och familjen Microhylidae. IUCN kategoriserar arten globalt som livskraftig. Inga underarter finns listade i Catalogue of Life.